# ニュースワイドCATCH
『ニュースワイドCATCH』（ニュースワイドキャッチ）は、2009年4月3日から2010年9月24日までびわ湖放送で放送されていたニュース番組である。放送時間は毎週金曜 21:54 - 22:40。

## 概要
2009年3月27日まで同局で放送されていた『BBCニュースライン・フライデー』の放送時間を拡大・リニューアルした番組である。一部のニュース素材以外はハイビジョンで放送されていた。

## 出演者

### キャスター
- 南あずさ（フリーアナウンサー）

### コメンテーター
- 岡地勝二（龍谷大学経済学部国際経済学科教授）
- 大橋松行（滋賀県立大学人間文化学部教授）
- 木戸湊（フリージャーナリスト）

### スポーツキャスター
- 松永五九雄（びわ湖放送報道部記者・アナウンサー） - 2010年3月まで出演。
- 千石幸一 - 2010年4月から出演。

### お天気キャスター
- 森麻衣子 - 2009年10月から2010年3月まで出演。
- 三好麻衣子 - 2010年4月から出演。

## 番組の流れ
最初に放送日当日のニュースを数本伝えた後、以下のコーナーを放送していた。
Weekly CATCH
1週間の滋賀県内のニュースを振り返っていた。
Weekly EYE
コメンテーターが意見を述べていた。コメントの対象は滋賀県内のニュースに限っておらず、全国規模のニュースを扱うこともあった。
SPORTS CATCH
滋賀県内で行われた各種スポーツの試合結果を伝えていた。また、滋賀県内のスポーツに関する話題を特集として扱っていた。
フォーカスIN
特集コーナー。2009年9月までは「報道特集」と題して行っていた。
天気予報
2009年9月まではメインキャスターの南が伝えていたが、同年10月からは専属のお天気キャスターが付いて伝えるようになった。